# 陆奥孟达蛤
陆奥孟达蛤（学名：Montacutona mutsuwanensis），是帘蛤目寄生蛤科孟那蛤属的一种。本物種分佈於日本、中国大陆及香港，常栖息在潮下带。
本物種是孟那蛤属的模式種。